# Referendo constitucional da Federação Russa de 2020
O referendo constitucional da Federação Russa foi uma votação popular ocorrida de 25 de junho a 1 de julho de 2020, em que foi realizado um referendo para reformar a Constituição da Rússia. O presidente Vladimir Putin propôs o referendo durante seu discurso à Assembleia Federal em 15 de janeiro de 2020. Os projetos de emenda à Constituição foram submetidos a um referendo em conformidade com artigo 2 da Lei de Emendas à Constituição. O referendo é legalmente referido como "voto de todos os russos" (em russo: общероссийское голосование; romanizado: obshcherossiyskoye golosovaniye), pois não é realizado de acordo com a Lei Constitucional Federal do Referendo.
O referendo permitiu mudanças radicais na constituição, incluindo uma extensão dos limites do mandato presidencial, permitindo ao presidente demitir juízes federais e proibindo efetivamente o casamento gay.
As alterações estipulam garantias sociais para os cidadãos. Se as emendas forem adotadas, a Constituição mencionará pela primeira vez, por exemplo, o casamento - a união de um homem e uma mulher, fé em Deus, bem como o Conselho de Estado (que aumenta seu papel). A nacionalidade russa será chamada de formadora do estado. A instituição da presidência será fortalecida. A palavra "consecutivo" será removida da cláusula que limita o prazo de governar o país a "dois termos consecutivos". Ao mesmo tempo, as emendas incluem uma que permite ao presidente Putin (e ex-presidente Medvedev) concorrer novamente por mais dois mandatos presidenciais de seis anos, algo que ele ainda não descartou. Críticos o acusaram de planejar permanecer no poder por toda a vida, enquanto os apoiadores elogiaram a inclusão da emenda.
As emendas também estipulam o direito do Tribunal Constitucional de bloquear a implementação de decisões de organizações internacionais com base na inconstitucionalidade de tais decisões (o órgão tem esse poder desde 2015).
Originalmente agendada para 22 de abril, a votação foi adiada para uma data posterior, devido à pandemia de COVID-19 na Rússia. Observou-se que a data inicial da votação coincidiu com o 150º aniversário de Vladimir Lenin. A votação presencial nas assembleias de voto foi realizada de 25 de junho a 1 de julho, com 1 de julho sendo declarado um dia de folga como a data real da votação. Moradores de Moscou e Oblast de Nijni Novgorod puderam participar do evento remotamente (eletronicamente) de 25 a 30 de junho. 78,56% dos eleitores apoiaram o referendo.

## Acusações de fraude
A Forbes e a The Moscow Times discutiram alegações de fraude apresentadas pelo físico Sergei Shpilkin, que alegou que 22 milhões de votos poderiam ser fraudulentos. A BBC descreveu o referendo como "controverso" e citou Alexei Navalny dizendo que o resultado foi uma "grande mentira" que não refletia a opinião pública real. Muitos eleitores foram mobilizados porque seus empregadores estatais disseram-lhes para votar. A The New York Times observou que uma longa campanha de propaganda precedeu o referendo e que o discurso público se concentrou principalmente nos elementos patrióticos do projeto, como relembrar os mortos de guerra da Segunda Guerra Mundial, consagrar o idioma russo e a proteção de pensões.  Os elementos controversos, como limites estendidos de mandato para o presidente e um enfraquecimento da independência judicial, quase não foram mencionados na propaganda oficial ou no discurso público.